# Hans Eberhard Mayer
Hans Eberhard Mayer (ur. 2 lutego 1932 w Norymberdze, zm. 21 października 2023 w Klausdorfie) – niemiecki mediewista, zajmujący się głównie dziejami wypraw krzyżowych. 
Wykładał m.in. na Uniwersytecie Christiana-Albrechta w Kilonii. 

## Wybrane publikacje
- Das Itinerarium peregrinorum. Eine zeitgenössische englische Chronik zum dritten Kreuzzug in ursprünglicher Gestalt (= Monumenta Germaniae historica. Bd. 18). Hiersemann, Stuttgart 1962 (= Teilweise zugleich: Innsbruck, Universität, Dissertation, 1955 von Hans Eberhard Mayer).
- Geschichte der Kreuzzüge. Kohlhammer, Stuttgart 1965. 10. völlig überarbeitete und erweiterte Auflage, Stuttgart 2005, ISBN 3-17-018679-5.
- Bistümer, Klöster und Stifte im Königreich Jerusalem (= Monumenta Germaniae historica. Bd. 26). Hiersemann, Stuttgart 1977, ISBN 3-7772-7719-3.
- (współautor: Claudia Sode), Die Siegel der lateinischen Könige von Jerusalem (= Monumenta Germaniae historica. Bd. 66). Harrassowitz, Wiesbaden 2014, ISBN 978-3-447-10156-1.
- Von der Cour des Bourgeois zum öffentlichen Notariat. Die freiwillige Gerichtsbarkeit in den Kreuzfahrerstaaten (= Monumenta Germaniae Historica, Schriften. Bd. 70). Harrassowitz, Wiesbaden 2016, ISBN 978-3-447-10433-3.
- Die Kreuzfahrerherrschaften von Maraclea und Nephin (= Abhandlungen der Akademie der Wissenschaften zu Göttingen. Neue Folge, Bd. 46). De Gruyter Akademie Forschung, Berlin u. a. 2018, ISBN 3-11-058021-7.

## Publikacje w języku polskim
- Historia wypraw krzyżowych, przeł. Tadeusz Zatorski, Kraków: Wydawnictwo WAM 2008.